# Macrhybopsis meeki
Macrhybopsis meeki är en fiskart som först beskrevs av Jordan och Evermann, 1896.  Macrhybopsis meeki ingår i släktet Macrhybopsis och familjen karpfiskar. IUCN kategoriserar arten globalt som nära hotad. Inga underarter finns listade i Catalogue of Life.